# Gajišće
Gajišće település Horvátországban, Zágráb főváros Szeszvete városnegyedében. Közigazgatásilag a fővároshoz tartozik.

## Fekvése
Zágráb városközpontjától 10 km-re keletre, Szeszvete központjától északra, Luka és Sesvetska Sela között fekszik.

## Története
A mai Gajišće helyén álló középkori Marcislavac falu először a Károly Róbert király 1328-as, a zágrábi egyház birtokait megerősítő okmányában szerepel írásos formában „Marzislouch” alakban. Ugyanakkor a középkori Gaja falu helyét, melyet a mai Gajišće elődjének tartanak nem sikerült meghatározni. A második katonai felmérés térképén „Gaisce” néven található. Lipszky János 1808-ban Budán kiadott repertóriumában „Gaische” néven szerepel. Nagy Lajos 1829-ben kiadott művében „Gajsche” néven 6 házzal, 58 katolikus vallású lakossal találjuk. A település Zágráb vármegye Zágrábi járásához tartozott. 1941 és 1945 között a Független Horvát Állam része volt, majd a szocialista Jugoszlávia fennhatósága alá került.